# Pentium 4
O Pentium IV é a sétima geração de microprocessadores com arquitetura x86 fabricados pela Intel, é o primeiro CPU totalmente redesenhado desde o Pentium Pro de 1995. Ao contrário do Pentium II, o Pentium III, e os vários Celerons, herdou muito pouco do design do Pentium Pro, tendo sido criado do zero desde o início. Uma das características da micro arquitetura NetBurst era seu pipeline longo, desenhado com a intenção de permitir frequências elevadas. Também foi introduzido a instrução SSE2 com um integrador SIMD mais rápido, e cálculo de pontos flutuantes em 64-bit.
O Pentium 4 original, com o nome de código "Willamette", foi introduzido em novembro de 2000 para o Socket423, sendo lançados em versões 1.3 a 2.0 GHz.
Para surpresa da maioria dos observadores da indústria, o Pentium 4 não melhorou em relação ao velho projecto do P3 em qualquer uma das duas medidas chave de desempenho normal: velocidade de processamento de inteiros ou no desempenho de pontos flutuantes: pelo contrário, sacrificou o desempenho por-ciclo a fim de ganhar duas coisas: velocidades de clock muito elevados e desempenho de SSE. Como é tradicional na Intel, o P4 vem também em uma versão Celeron de gama baixa (frequentemente referida como Celeron D) e uma versão topo de gama Xeon recomendada para configurações de SMP.
O Pentium 4 executa muito menos trabalho por ciclo do que outros microprocessadores (tais como o Athlon ou o velho Pentium III), mas o objetivo do projeto original foi cumprido - sacrificando as instruções por ciclo de pulsos de disparo (clock) a fim de conseguir um número maior de ciclos por segundo (isto é, uma frequência maior ou velocidade de clock).

## Willamette

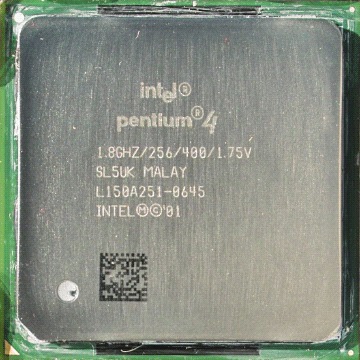
Processador Pentium 4 com núcleo 'Willamette'

O primeiro modelo de Pentium 4, com núcleo Willamette, sofreu longos atrasos no processo de desenho. A maioria dos especialistas da indústria viu os primeiros lançamentos, de 1,4 GHz e 1,7 GHz, como substitutos provisórios, lançados antes de estarem prontos, já que o concorrente AMD Athlon Thunderbird estava superando o desempenho dos antigos Pentium III, aos quais não era possível, na altura, efetuar mais melhorias. Os Willamette são produzidos usando um processo de 0,18 micrômetros ou 180 nm.
No benchmark, ele estava desapontando um pouco os analistas: não só era incapaz de ultrapassar o Athlon e o maior clock dos Pentium III em todas as situações de prova, não era nem sequer claramente superior ao desempenho do AMD Duron. Embora lançado a um preço de US$819 (em  lotes de 1000 unidades por atacado) não vendeu muito, uma quantidade modesta mas respeitável.
Em janeiro de 2001, um modelo ainda mais lento de 1.3 GHz foi acrescentado à gama, mas durante os próximos doze meses a Intel começou a retomar a dianteira da AMD gradualmente. Abril de 2001 trouxe o P4 1.7 GHz, o primeiro a ter desempenho claramente superior ao Pentium III velho. Julho viu os modelos 1.6 e 1.8 GHz, e em agosto de 2001 a Intel libertou o P4 1.9 e 2.0 GHz.
O 2.0 foi o primeiro P4 a representar um sério desafio ao rival Athlon Thunderbird que até então tinha sido inquestionavelmente a CPU X86 mais rápida no mercado. Muitos observadores concluíram que o Thunderbird ainda era mais rápido globalmente, mas a vantagem era suficientemente estreita para que partidários de qualquer acampamento reivindicassem superioridade. Para a Intel esta era uma realização muito significante. A empresa tinha segurado a coroa de CPU de maior desempenho por quase 16 anos, com só duas exceções antes da liberação do AMD Athlon.

## Northwood

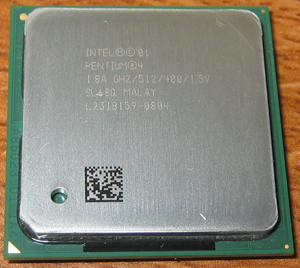
Pentium 4 com núcleo 'Northwood' (P4A)

Em outubro de 2001, o Athlon XP colocou a AMD novamente em uma clara posição de liderança. em seguida, em janeiro de 2002, a Intel lançou o Pentium 4.32 com um novo núcleo, o Northwood, funcionando a frequências de 2 GHz e 2,2 GHz. O Northwood combinava um aumento no tamanho da memória cache secundária (de 256 KB para 512 KB) a uma transição para um processo de fabricação em 130 nm (0,13 micrômetros). Sendo construídos a partir de transistores menores, os chips podem funcionar com frequências maiores (ou à mesma velocidade) produzindo menos calor, mas seu desempenho ainda deixava a desejar, pois mesmo com uma frequência mais baixa o Athlon XP abarrotava o concorrente.
Com Northwood, o P4 chegou perto da AMD. A batalha pela liderança de desempenho permanecia competitiva (com a AMD introduzindo versões mais rápidas do Athlon XP) mas a maioria dos observadores concordaram que o P4 Northwood era normalmente uma fração mais lento que seu rival. Particularmente assim, então no verão de 2002, a AMD ainda estava atrasada em relação a tecnologia de 0,13 micrômetros embora seu desempenho fosse superior, os P4s de 2.4 GHz eram claramente piores e os que mais esquentavam além de consumir mais.
Um P4 2.4 GHz foi lançado em abril de 2002, um 2.53 GHz em maio (quando o "front side bus" foi aumentado do original 400 MHz para 533 MHz), 2.6 e 2.8 GHz em agosto, e um Pentium 4 de 3.06 GHz chegou em novembro, mas ainda não alcançava a AMD com os seus Athlon XP 3200+.
O processador da intel de 3.06 GHz tinha suporte a Hyper-threading (tecnologia usada inicialmente no Xeon), permitindo o processamento de diferentes tarefas simultaneamente duplicando algumas partes do processador de modo que o sistema operacional reconhecesse que havia 2 processadores no mesmo computador.
Em abril de 2003 a Intel lançou novas variantes, com frequências entre 2.4 e 3.0 GHz. A principal diferença das novas versões foi que todas suportavam Hyper-Threading e contavam com um FSB de 800 MHz. Estes processadores foram lançados para competir com a nova linha Hammer da AMD. Contudo, apenas o Opteron foi lançado e a AMD se recusou a adicionar um controlador AGP, tirando o Opteron do alcance do Pentium 4. A AMD ainda aumentou o barramento Hyper-Transport (equivalente ao FSB da Intel) de 333 MHz para 400 MHz, e isso foi mais do que suficiente para superar o novo Pentium 4 de 3.0 GHz e terminou superando a Intel pelo baixo desempenho do modelo de 3.2 GHz lançado em Junho. Uma versão final de 3.4 GHz foi lançada em meados de 2004 e nunca conseguiu se quer superar o desempenho do Athlon XP de menor frequência.

## Gallatin (Extreme Edition)
Em setembro de 2003, no fórum de desenvolvimentos da Intel, o Pentium 4 Extreme Edition (EE) foi anunciado, a apenas uma semana do lançamento do Athlon 64 e Athlon 64 FX. O P4 EE era quase idêntico ao Pentium 4 anterior (até o ponto em que rodaria nas mesmas placas mãe), mas era diferente devido a adição de 2 MB de cache nível 3. Quando a Intel disse que o Extreme Edition era direcionado para usuários focados em jogos, alguns disseram que seria uma tentativa de roubar a atenção do lançamento do Athlon 64.
O efeito da adição de memória cache era um tanto questionável - em aplicações de escritório, o Extreme Edition era geralmente mais lento do que o Northwood devido a uma latência mais elevada adicionada pelo cache L3. Alguns jogos beneficiados pelo aumento de cache, são particularmente aqueles baseados na engine do Quake III e Unreal, mas a área que melhorou bastante foi a da multimídia, em destaque a codificação de áudio e vídeo, que era não somente mais rápido do que o Pentium 4, mas ambos Athlon 64.

## Prescott
Em Fevereiro de 2004 a Intel introduziu um novo núcleo de codinome "Prescott." Pela primeira vez um núcleo trazia a tecnologia de 90 nm (nanômetros) e "um maior rearranjo na arquitetura da linha Pentium 4 - maior ainda foi a surpresa dos analistas quando a Intel optou por não chamar este processador de Pentium 5."  e junto com o Pentium 4 "Prescott" a intel lança o "Socket T" (conhecido como LGA775) que é compatível em alguns modelos do processador. O Prescott tem um pipeline muito longo, de 31 estágios. O pipeline longo foi uma tentativa da Intel de conseguir frequências mais altas do que as que tinha conseguido com a arquitetura Northwood mas acabou se revelando um dos pontos fracos Aquiles do Prescott. A Intel dobrou o cache L2 e melhorou sensivelmente o branch prediction na esperança de melhorar o desempenho, mas ainda assim um Prescott era mais lento do que um Northwood de mesmo clock na maioria das aplicações. A arquitetura Prescott permite alcançar com maior facilidade frequências mais elevadas. (Veja Overclocking.) O processador mais rápido baseado na arquitetura Prescott tem 4,0 GHz de processamento, mas tinha problemas tão sérios de superaquecimento que chegou a ser pouco comercializado. A microarquitetura do Prescott é uma das maiores falhas de engenharia da história da Intel, que esperava frequências de até 8 GHz.

## Cedar Mill
A Revisão final do Pentium 4 foi o núcleo "Cedar Mill" lançado em 2006. A tecnologia de 65 nm foi incorporada ao Pentium 4 o que traz menor consumo de energia e menor nível de aquecimento. O Pentium 4 "Cedar Mill" está totalmente no Soquete T (LGA 775), tem instruções de 64-bit, FSB 800 MHz e Cache L2 de 2 MB, com processadores de 3.0 GHz até 3.8 GHz. Foi a última revisão a ser lançada pela Intel, abandonando o projeto da arquitetura NetBurst.

## Destaques técnicos
A seguir temos uma lista das revisões atuais do Pentium 4 da Intel, e suas diferentes características.
| Processadores Pentium 4, Designações e Características | Processadores Pentium 4, Designações e Características | Processadores Pentium 4, Designações e Características | Processadores Pentium 4, Designações e Características      | Processadores Pentium 4, Designações e Características               | Processadores Pentium 4, Designações e Características |
| Designação Pública | Núcleo (Codinome na Intel)                             | Freqüência da CPU                                      | Freqüência do Barramento Frontal / Largura Teórica da Banda | Cache                                                                | Características Adicionais |
| --- | ------------------------------------------------------ | ------------------------------------------------------ | ----------------------------------------------------------- | -------------------------------------------------------------------- | --- |
| (revisão do lançamento original) | Willamette                                             | 1.6 GHz - 2.1 GHz                                      | 400 mHz/ 3.2 GB/s                                           | 8 KB L1 data + 12 KB L1 instruction / 256 KB L2                      | 20 stages pipeline, instruções MMX / SSE / SSE2 |
| P4A | Northwood                                              | 1.6 GHz - 2.6 GHz                                      | 400 MHz / 3.2 GB/s                                          | 8 KB L1 data + 12 KB L1 instruction / 512 KB L2                      | Improved branch prediction and other microcodes tweaks; these are carried over into subsequent revisions, 21 stages pipeline, instruções MMX / SSE / SSE2 |
| P4B | Northwood                                              | 2.0 GHz - 3.06 GHz                                     | 533 MHz / 4.2 GB/s                                          | 8 KB L1 data + 12 KB L1 instruction / 512 KB L2                      | FSB melhorado, Hyperthreading suportado no modelo de 3.06 GHz, 21 stages pipeline, instruções MMX / SSE / SSE2 |
| P4C | Northwood                                              | 2.4 GHz - 3.4 GHz                                      | 800 MHz / 6.4 GB/s                                          | 8 KB L1 data + 12 KB L1 instruction / 512 KB L2                      | FSB melhorado, Hyperthreading, 21 stages pipeline, instruções MMX / SSE / SSE2 |
| P4E/5x0 series | Prescott                                               | 2.8 GHz - 4.0 GHz                                      | 800 MHz / 6.4 GB/s                                          | 16 KB L1 data + 12 KB L1 instruction / 1 MB L2                       | Hyperthreading, 31 stages pipeline, instruções MMX / SSE / SSE2 / SSE3 |
| P4A*/5x5/5x9 series | Prescott                                               | 2.4 GHz - 3.06 GHz                                     | 533 MHz / 4.2 GB/s                                          | 16 KB L1 data + 12 KB L1 instruction / 1 MB L2                       | Sem Hyperthreading, 31 stages pipeline, instruções MMX / SSE / SSE2 / SSE3 |
| P4 Extreme Edition | Gallatin                                               | 3.2 GHz - 3.4 GHz                                      | 800 MHz / 6.4 GB/s                                          | 8 KB L1 data + 12 KB L1 instruction / 512 KB L2 / 2 MB L3            | Hyperthreading, adição de um on-die L3 cache, 21 stages pipeline, instruções MMX / SSE / SSE2 |
| 5x0J series | Prescott                                               | 2.8 GHz - 3.8 GHz                                      | 800 MHz / 6.4 GB/s                                          | 16 KB L1 data + 12 KB L1 instruction / 1 MB L2                       | Hyperthreading, eXecute Disable bit (equivalente ao No eXecute bit da AMD), 31 stages pipeline, instruções MMX / SSE / SSE2 / SSE3 |
| 5x5J/5x9J series | Prescott                                               | 2.67 GHz - 3.06 GHz                                    | 533 MHz / 4.2 GB/s                                          | 16 KB L1 data + 12 KB L1 instruction / 1 MB L2                       | Sem Hyperthreading, eXecute Disable bit (equivalente ao No eXecute bit da AMD), 31 stages pipeline, instruções MMX / SSE / SSE2 / SSE3 |
| P4F/5x1 series | Prescott                                               | 2.8 GHz - 3.8 GHz                                      | 800 MHz / 6.4 GB/s                                          | 16 KB L1 data + 12 KB L1 instruction / 1 MB L2                       | Hyperthreading, suporte ao EM64T (incluindo eXecute Disable bit, (equivalente ao No eXecute bit da AMD), 31 stages pipeline, instruções MMX / SSE / SSE2 / SSE3 |
| 6x0 series | Prescott 2M**                                          | 3.0 GHz - 3.8 GHz                                      | 800 MHz / 6.4 GB/s                                          | 16 KB L1 data + 12 KB L1 instruction / 2 MB L2                       | Hyperthreading, 2 MB L2 cache, suporte ao EM64T (incluindo eXecute Disable bit), Speedstep e Monitoração Térmica 2, 31 stages pipeline, instruções MMX / SSE / SSE2 / SSE3                                                                                          |
| 6x2 series | Prescott 2M**                                          | 3.6 GHz - 3.8 GHz                                      | 800 MHz / 6.4 GB/s                                          | 16 KB L1 data + 12 KB L1 instruction / 2 MB L2                       | Hyperthreading, 2 MB L2 cache, suporte ao EM64T (incluindo eXecute Disable bit), Speedstep and Monitoração Térmica 2, 31 stages pipeline, instruções MMX / SSE / SSE2 / SSE3, Virtualization Technology                                                             |
| 6x1 series | Cedar Mill                                             | 3.0 GHz - 3.8 GHz                                      | 800 MHz / 6.4 GB/s                                          | 16 KB L1 data + 12 KB L1 instruction / 2 MB L2                       | Hyperthreading, 2 MB L2 cache, suporte ao EM64T (incluindo eXecute Disable bit), Speedstep e Monitoração Térmica 2, 31 stages pipeline, instruções MMX / SSE / SSE2 / SSE3, Virtualization Technology                                                               |
| P4 Extreme Edition | Gallatin                                               | 3.46 GHz                                               | 1066 MHz / 8.5 GB/s                                         | 8 KB L1 data + 12 KB L1 instruction / 512 KB L2 / 2 MB L3            | Hyperthreading, adição de um on-die L3 cache, 21 stages pipeline, instruções MMX / SSE / SSE2 |
| P4 Extreme Edition | Prescott 2M**                                          | 3.73 GHz                                               | 1066 MHz / 8.5 GB/s                                         | 16 KB L1 data + 12 KB L1 instruction / 2 MB L2 Cache                 | Hyperthreading, bus frontal melhorado, 31 stages pipeline, instruções MMX / SSE / SSE2 / SSE3 |
| 5x6 series | Prescott                                               | 2.67 GHz - 2.93 GHz                                    | 533 MHz / 4.2 GB/s                                          | 16 KB L1 data + 12 KB L1 instruction / 1 MB L2                       | Sem Hyperthreading, suporte ao EM64T (including eXecute Disable bit, equivalente ao No eXecute bit da AMD), 31 stages pipeline, instruções MMX / SSE / SSE2 / SSE3                                                                                                  |
| Pentium D# | Smithfield [*]                                         | 2.8 GHz - 3.2 GHz                                      | 800 MHz / 6.4 GB/s                                          | 16 KB L1 data + 12 KB L1 instruction Por Núcleo / 1 MB L2 Por Núcleo | Sem Hyperthreading, suporte ao EM64T e eXecute Disable bit (equivalent equivalente ao No eXecute bit da AMD), Processador com Núcleo Duplo, 31 stages pipeline, instruções MMX / SSE / SSE2 / SSE3                                                                  |
| Pentium Extreme Edition# | Smithfield [*]                                         | 3.2 GHz                                                | 800 MHz / 6.4 GB/s                                          | 16 KB L1 data + 12 KB L1 instruction Por Núcleo / 1 MB L2 Por Núcleo | Hyperthreading, suporte ao EM64T e eXecute Disable bit (equivalente ao No eXecute bit da AMD), Processador com Núcleo Duplo, 31 stages pipeline, instruções MMX / SSE / SSE2 / SSE3                                                                                 |
| Pentium D# | Presler [*]                                            | 2.8 GHz - 3.4 GHz                                      | 800 MHz / 6.4 GB/s                                          | 16 KB L1 data + 12 KB L1 instruction Per Core / 2 MB L2 Per Core     | Sem Hyperthreading, suporte ao EM64T e eXecute Disable bit (equivalente ao No eXecute bit da AMD), Processador com Núcleo Duplo, Speedstep e Monitoração Térmica 2 (exceto a versão com clock de 2.8 GHz), 31 estágios pipeline, instruções MMX / SSE / SSE2 / SSE3 |
| Pentium Extreme Edition# | Presler [*]                                            | 3.46 GHz                                               | 1066 MHz / 8.5 GB/s                                         | 16 KB L1 data + 12 KB L1 instruction Por Núcleo / 2 MB L2 Por Núcleo | Hyperthreading, suporte ao EM64T e eXecute Disable bit (equivalente ao No eXecute bit da AMD), Processador com Núcleo Duplo, 31 stages pipeline, instruções MMX / SSE / SSE2 / SSE3                                                                                 |
| Anexos: Os processadores Pentium 4 usam um frontside bus que transfere informações pelos quatro cantos da onda quadrada (subindo, pico, decaindo e baixa), ao contrário dos processadores antigos que o faziam por um canto, então, as ondas que controlam os circuitos paralelos de transmissão de informações correm a um quarto da frequência FSB. Os circuitos indicando frequências de 400, 533, 800, e 1066 MHz são baseados nas frequências quadradas de operando a 100, 133, 200, e 266 MHz. * - no caso da linha de baixo preço dos processadores Prescott, a Intel duplicou a designação "P4A" que o vendedores deveriam usar para identificar o processador ao cliente; nenhuma razão foi dada pela Intel sobre essa decisão. ** - os nomes oficiais da série 600, apesar dos núcleos serem iguais, algumas vezes são chamadas de Xeon, Irwindale, para serem distingüido dos Prescott originais. # - o Smithfield consiste em dois núcleos Prescott em 1(um) encapsulamento, e o Presler consiste de dois Cedar Mill encapsulados em um conjunto único. |                                                        |                                                        |                                                             |                                                                      | |